# Wolfgang Körner
Wolfgang Körner (* 26. Oktober 1937 in Breslau; † 25. April 2019 in Dortmund) war ein deutscher Schriftsteller.

## Leben
Wolfgang Körner war der Sohn eines Industriekaufmanns. Er wuchs in Zwickau auf und besuchte dort ein Gymnasium. 1952 floh seine Familie aus der DDR in die Bundesrepublik. Hier brach Körner seine Schulausbildung ab und absolvierte stattdessen eine Verwaltungsausbildung bei der Stadt Dortmund. Anschließend arbeitete er als städtischer Beamter: zuerst im Sozialamt, dann als Geschäftsführer der Werkkunstschule Dortmund, der heutigen Fachhochschule Dortmund, und der städtischen Volkshochschule. Zuletzt war er im Dortmunder Kulturamt für die Literatur- und Kunstförderung zuständig. Ab 1980 arbeitete er als freier Schriftsteller.

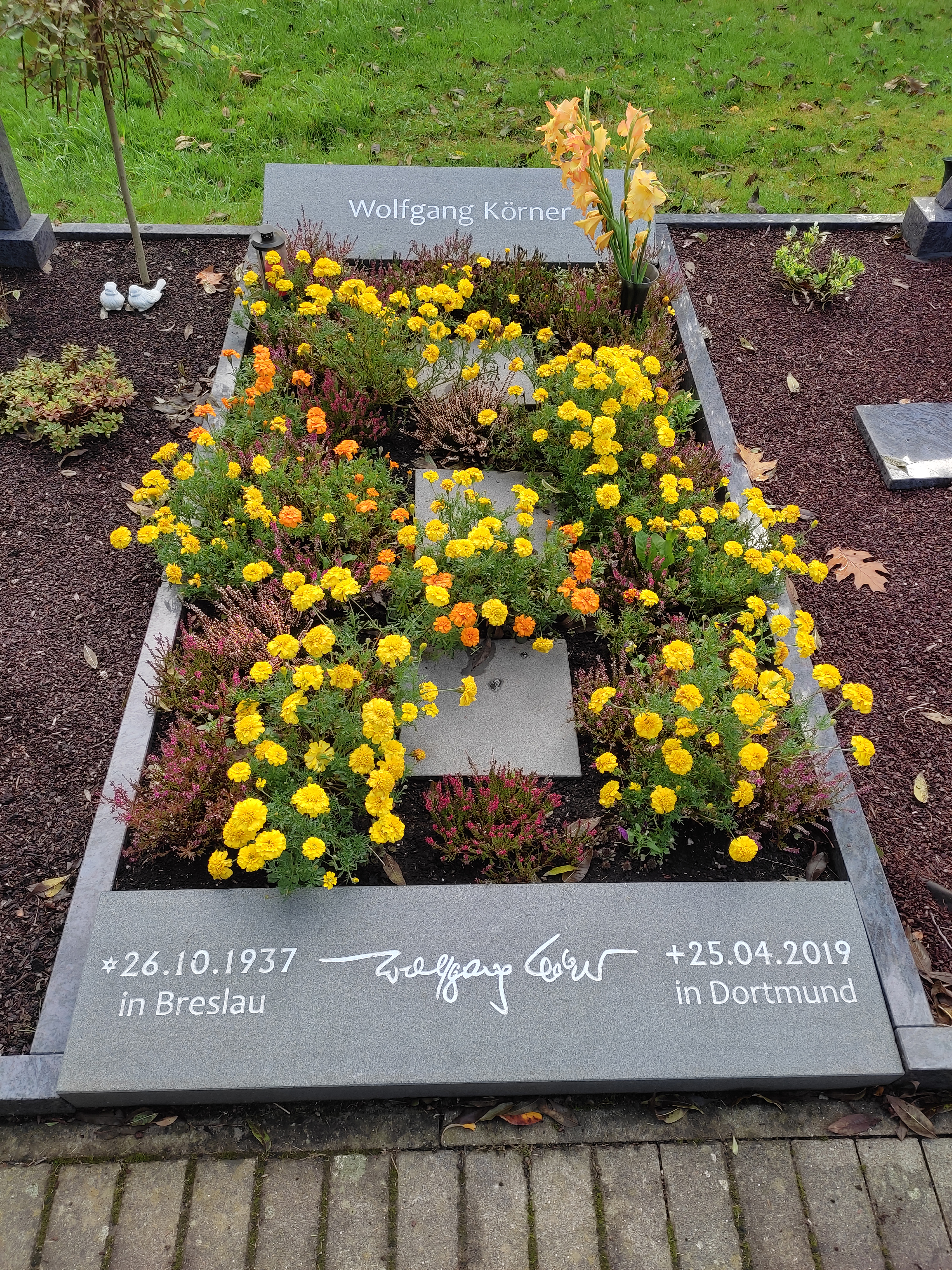
Grabmal Wolfgang Körner in Dortmund-Menglinghausen

Wolfgang Körner war Verfasser von Romanen, Satiren, Fernsehdrehbüchern und Hörspielen. Daneben schrieb er Beiträge für mehrere Zeitschriften; u. a. war er literaturpolitischer Kolumnist der Zeitschrift Buchmarkt. Körner war als Mitglied der Gruppe 61 in den 1960er Jahren ein sozialkritischer Autor, dem es in seinen Texten um die Darstellung der bundesrepublikanischen Arbeits- und Alltagswelt ging. So steht am Beginn seines Werkes mit Versetzung, 1968 auch als Fernsehspiel, HR für ARD, ein frühes Beispiel für den modernen Angestelltenroman, während er in dem von der Popliteratur der 1960er Jahre beeinflussten Roman Nowack ein facettenreiches Bild des Ruhrgebiets zeichnet.
In den autobiografischen Jugendbüchern Der Weg nach Drüben, Und jetzt die Freiheit? und Im Westen zu Hause schildert Körner den Weg seiner Familie in den 1950er Jahren. In den 1980er Jahren hatte Körner großen Erfolg mit den Drehbüchern zu Fernsehserien wie Büro, Büro, Kurhotel Sonnenschein und Stahlkammer Zürich. Er verlegte sich auf das Verfassen von Sachbüchern, in denen er Teilbereiche des wirtschaftlichen und kulturellen Lebens politisch höchst unkorrekt, satirisch überspitzt analysierte. Bei den 2005 und 2006 erschienenen angeblichen Übersetzungen der Kriminalromane der italienisch-amerikanischen Autorin Franca Permezza handelt es sich höchstwahrscheinlich um satirische Mystifikationen, deren Urheber Körner selbst gewesen sein dürfte.
Wolfgang Körner war Mitglied der Gruppe 61 und ihr letzter Geschäftsführer bis zu ihrer Auflösung. Er erhielt u. a. folgende Auszeichnungen: 1967 den Förderpreis des Landes Nordrhein-Westfalen für Literatur, 1973 den Förderpreis zum Annette-von-Droste-Hülshoff-Preis, 1975 den Annette-von-Droste-Hülshoff-Preis, 1979 den Literatur-Förderpreis des Landes Nordrhein-Westfalen sowie 1989 ein Autorenstipendium der Stiftung Preußische Seehandlung.
Wolfgang Körner lebte in Dortmund. Dort starb er am 25. April 2019, nur Stunden nachdem er wegen auffälliger Blutwerte ins Krankenhaus eingeliefert worden war.
Er hat seine Archivmappen, Verlagskorrespondenz und andere Dokumente dem Fritz-Hüser-Institut überlassen.

## Werke
- Versetzung. Recklinghausen 1966.
- Nowack. Düsseldorf 1969.
- Die Zeit mit Harry. Dortmund 1970.
- Buch und Gesellschaft. Dortmund 1973.
- Ein freier Schriftsteller. Düsseldorf 1973.
- mit Günter Seidel: Ein Ham-Ham und das i. Hannover 1973.
- mit Rolf Rettich: Der ausgedachte Vater. Hannover 1974.
- Eine Spur von Horst Wessel oder Die Überwindung der Angst. Düsseldorf 1975.
- Wo ich lebe. Wuppertal 1975.
- Der Weg nach Drüben. Recklinghausen 1976.
- Ich gehe nach München. Ravensburg 1977.
- Und jetzt die Freiheit?. Recklinghausen 1977.
- Im Westen zu Hause. Recklinghausen 1978.
- Die Zeit mit Michael. Köln 1978.
- Nach Skandinavien reisen. Frankfurt am Main 1982.
- Büro, Büro oder Die Untersuchungen des Azubi Sigbert Schmidt zum Faktor L in der Konrad-Lurzer-KG. München 1983.
- Kandinsky oder Ein langer warmer Sommer. München 1984.
- Der einzig wahre Opernführer. Reinbek bei Hamburg 1985.
- Der einzig wahre Schauspiel-Führer. Reinbek bei Hamburg 1986.
- Scharfe Suppen für hungrige Männer. München 1986.
- Der einzig wahre Anlageberater. Reinbek bei Hamburg 1987.
- Willkommen in der Wirklichkeit. München 1987.
- Der einzig wahre Karriere-Ratgeber. Reinbek bei Hamburg 1988.
- Der einzig wahre Patienten-Berater. Reinbek bei Hamburg 1988.
- Der einzig wahre Ehe-Berater. Reinbek bei Hamburg 1989.
- mit Manfred Limmroth: Das goldene Elternbuch. Hamburg 1989.
- Der einzig wahre Kultur-Führer. Reinbek bei Hamburg 1990.
- Der einzig wahre Reise-Führer. Reinbek bei Hamburg 1991.
- Der einzig wahre Manager-Berater. Reinbek bei Hamburg 1992.
- Der einzig wahre Eltern-Ratgeber. Reinbek bei Hamburg 1993.
- Ruhrgebiet. München 1993.
- Körners endgültige Geschichte der Deutschen. Düsseldorf u. a. 1994.
- Der einzig wahre Erfolgs-Berater. Reinbek bei Hamburg 1995.
- Der einzig wahre Operetten- und Musicalführer. Reinbek bei Hamburg 1995.
- Körners endgültige Entdeckung Amerikas. Düsseldorf 1995.
- Aus dem Leben eines empfindsamen Chauvinisten und andere schräge Geschichten. Düsseldorf 1996.
- Körners endgültiger Anlageberater. Düsseldorf 1996.
- Körners endgültiger Karriereberater. Düsseldorf 1996.
- Scharfe Suppen für hungrige Männer. Mit neuen Zutaten und Gewürzen. Norderstedt 2017.

Herausgeberschaft
- Kindergeschichten aus Skandinavien. Frankfurt am Main 1978.
- Gespenstergeschichten aus Skandinavien. Frankfurt am Main 1979.
- Meine Frau ist gegangen. Frankfurt am Main 1979.
- Drogenreader. Frankfurt am Main 1980.
- Noch mal von vorn anfangen. Frankfurt am Main 1981.
- Der neue Drogenreader. Frankfurt am Main 1989.

Übersetzungen
- Franca Permezza: Prosciutto di Parma. Hamburg u. a. 2005.
- Franca Permezza: Partitura di Praga. Hamburg 2006.

Rezensionen
- zu DBC Pierre – Bunny und Blair: Liebe zur Zeit des Internets. Dortmund, 20. Februar 2007
- zu Stephan Reinhardt – Verrat der Intellektuellen: Im Gleichschritt marsch. Dortmund, 12. Januar 2008
- zu Vladimir Sorokin – Der Tag des Opritschniks: Liebesgrüße aus Moskau oder Vladimir Opritschniks negative Utopie. Dortmund, 3. März 2008
- zu Corinne Maier – No Kid: Erfahrungen einer frustrierten Mutter. Dortmund, 4. Juni 2008
- zu Tom Robbins – B Is for Beer: The Magician did it again. Dortmund, 24. April 2009
- zu Timothy Brook – Vermeers Hut: Vom Glanz und Elend des Fernhandels. Dortmund, 16. Februar 2010
- zu Harold, einzlkind: Jung und Alt auf Kakao mit LSD. Dortmund, 15. April 2010
- zu James Howard Kunstler – The Long Emergency: Das Ende der Ölgesellschaft. Dortmund, 21. August 2010
- zu Daniel J. Boorstin – The Image, A Guide to Pseudo-Events in America: Big Bubbles – Das Verdrängen von Wirklichkeit durch virtuelle Realitäten. Dortmund, 18. August 2010